# Scai vânăt
Scai vânăt (lat. Eryngium planum) este o plantă erbacee din familia Apiaceae, cunoscută sub mai multe denumiri : buruiană de cârtițe, mărăcine, scai albastru, spin vânăt, buruiana zmeului, spin de mucedă, spinul vântului.

## Descriere
Scaiul vânăt este o plantă erbacee, perenă, înaltă de 50–60 cm, cu flori violacee dispuse în capitule ovale; răspândită în toate în flora spontană din întreaga țară (în fânețe, pășuni, locuri nisipoase, în locuri necultivate, la marginea, drumurilor și a căilor ferate). Înflorește în lunile iulie și august.
În scopuri medicinale se recoltează părțile aeriene ale plantei, în perioada înfloririi, prin tăierea de la bază în vederea obținerii unui produs cu frunze bazale.

## Componenți principali
Saponozoide, printre care saniculasaponozida B, care prin hidroliză pune în libertate glucoză și saniculagenol A, eringiumgenol A, B, C, D, barringtogenol C și ringinol A.

## Proprietăți
- fluidifiant al secrețiilor bronșice
- expectorant și antiseptic bronșic
- diuretic

## Indicații
Intern în bronșite și tuse convulsivă.
Extern în combaterea artritei și a dermatofitozei (infecții ale pielii capului, la copii).